# Akbarpur, Kanpur Dehat
Akbarpur là một thị xã và là một nagar panchayat của quận Kanpur Dehat thuộc bang Uttar Pradesh, Ấn Độ.

## Địa lý
Akbarpur có vị trí 26°01′B 79°42′Đ / 26,02°B 79,7°Đ Nó có độ cao trung bình là 133 mét (436 foot).

## Nhân khẩu
Theo điều tra dân số năm 2001 của Ấn Độ, Akbarpur có dân số 17.368 người. Phái nam chiếm 53% tổng số dân và phái nữ chiếm 47%. Akbarpur có tỷ lệ 57% biết đọc biết viết, thấp hơn tỷ lệ trung bình toàn quốc là 59,5%: tỷ lệ cho phái nam là 62%, và tỷ lệ cho phái nữ là 51%. Tại Akbarpur, 18% dân số nhỏ hơn 6 tuổi.